# Československá hokejová reprezentace v sezóně 1987/1988
Československá hokejová reprezentace v sezóně 1987/1988 sehrála celkem 39 zápasů.

## Přehled mezistátních zápasů
| Pořadí | Datum             | Soupeř    | Výsledek             | Soutěž                    | Místo utkání |
| ------ | ----------------- | --------- | -------------------- | ------------------------- | ------------ |
| 994.   | 11. srpna 1987    | Švédsko   | 5:2 (2:1, 1:0, 2:1)  | přátelsky                 | Göteborg     |
| 995.   | 13. srpna 1987    | Švédsko   | 5:2 (3:1, 2:1, 0:0)  | přátelsky                 | Stockholm    |
| 996.   | 15. srpna 1987    | Finsko    | 1:1 (0:1, 0:0, 1:0)  | přátelsky                 | Kouvola      |
| 997.   | 16. srpna 1987    | Finsko    | 3:7 (1:2, 1:3, 1:2)  | přátelsky                 | Helsinky     |
| 998.   | 23. srpna 1987    | Kanada    | 2:4 (1:3, 1:1, 0:0)  | přátelsky                 | Hamilton     |
| 999.   | 26. srpna 1987    | Finsko    | 6:1 (3:0, 2:1, 1:0)  | přátelsky                 | Lethbridge   |
| 1000.  | 28. srpna 1987    | Kanada    | 4:4 (2:2, 1:1, 1:1)  | Kanadský pohár 1987       | Calgary      |
| 1001.  | 31. srpna 1987    | SSSR      | 0:4 (0:2, 0:1, 0:1)  | Kanadský pohár 1987       | Regina       |
| 1002.  | 2. září 1987      | Švédsko   | 0:4 (0:1, 0:1, 0:4)  | Kanadský pohár 1987       | Regina       |
| 1003.  | 4. září 1987      | Finsko    | 5:2 (2:0, 2:0, 1:2)  | Kanadský pohár 1987       | Sydney       |
| 1004.  | 6. září 1987      | USA       | 3:1 (1:0, 1:1, 1:0)  | Kanadský pohár 1987       | Sydney       |
| 1005.  | 9. září 1987      | Kanada    | 3:5 (2:0, 0:3, 1:2)  | Kanadský pohár 1987       | Montreal     |
| 1006.  | 29. října 1987    | SSSR      | 2:4 (1:0, 0:2, 1:2)  | přátelsky                 | Praha        |
| 1007.  | 30. října 1987    | SSSR      | 3:3 (2:2, 0:1, 1:0)  | přátelsky                 | Gottwaldov   |
| 1008.  | 1. listopadu 1987 | SSSR      | 2:2 (1:1, 1:1, 0:0)  | přátelsky                 | Ostrava      |
| 1009.  | 16. prosince 1987 | Finsko    | 2:1 (1:0, 0:1, 1:0)  | Cena Izvestijí 1987       | Moskva       |
| 1010.  | 17. prosince 1987 | Kanada    | 3:1 (0:0, 2:0, 1:1)  | Cena Izvestijí 1987       | Moskva       |
| 1011.  | 19. prosince 1987 | Švédsko   | 1:2 (1:0, 0:1, 0:1)  | Cena Izvestijí 1987       | Moskva       |
| 1012.  | 20. prosince 1987 | SSSR      | 3:5 (1:0, 2:4, 0:1)  | Cena Izvestijí 1987       | Moskva       |
| 1013.  | 22. prosince 1987 | SRN       | 3:4 (1:1, 1:0, 1:3)  | Cena Izvestijí 1987       | Moskva       |
| 1014.  | 29. prosince 1987 | Polsko    | 3:2 (1:0, 2:1, 0:1)  | Deutschland Cup 1987      | Stuttgart    |
| 1015.  | 30. prosince 1987 | SRN       | 3:2 (0:1, 1:0, 2:1)  | Deutschland Cup 1987      | Stuttgart    |
| 1016.  | 1. ledna 1988     | Švýcarsko | 4:3 (1:0, 2:1, 1:2)  | přátelsky                 | Lausanne     |
| 1017.  | 2. ledna 1988     | Švýcarsko | 7:1 (2:0, 3:0, 2:1)  | přátelsky                 | Zug          |
| 1018.  | 27. ledna 1988    | Finsko    | 4:2 (0:0, 2:2, 2:0)  | přátelsky                 | Litvínov     |
| 1019.  | 28. ledna 1988    | Finsko    | 1:3 (0:1, 1:1, 0:1)  | přátelsky                 | Praha        |
| 1020.  | 2. února 1988     | Švédsko   | 5:2 (0:0, 4:1, 1:1)  | přátelsky                 | Plzeň        |
| 1021.  | 3. února 1988     | Švédsko   | 0:2 (0:0, 0:1, 0:1)  | přátelsky                 | Příbram      |
| 1022.  | 6. února 1988     | Švýcarsko | 5:4 (2:0, 3:2, 0:2)  | přátelsky                 | Anchorage    |
| 1023.  | 7. února 1988     | Polsko    | 7:2 (3:1, 1:0, 3:1)  | přátelsky                 | Anchorage    |
| 1024.  | 8. února 1988     | Rakousko  | 5:3 (1:0, 1:1, 3:2)  | přátelsky                 | Anchorage    |
| 1025.  | 13. února 1988    | SRN       | 1:2 (1:0, 0:1, 0:1)  | Zimní olympijské hry 1988 | Calgary      |
| 1026.  | 15. února 1988    | USA       | 7:5 (1:3, 2:1, 4:1)  | Zimní olympijské hry 1988 | Calgary      |
| 1027.  | 17. února 1988    | Norsko    | 10:1 (1:0, 5:0, 4:1) | Zimní olympijské hry 1988 | Calgary      |
| 1028.  | 19. února 1988    | Rakousko  | 4:0 (2:0, 1:0, 1:0)  | Zimní olympijské hry 1988 | Calgary      |
| 1029.  | 21. února 1988    | SSSR      | 1:6 (0:2, 0:3, 1:1)  | Zimní olympijské hry 1988 | Calgary      |
| 1030.  | 24. února 1988    | Švédsko   | 2:6 (1:0, 0:3, 1:3)  | Zimní olympijské hry 1988 | Calgary      |
| 1031.  | 26. února 1988    | Finsko    | 5:2 (1:0, 2:1, 2:1)  | Zimní olympijské hry 1988 | Calgary      |
| 1032.  | 27. února 1988    | Kanada    | 3:6 (1:3, 2:1, 0:2)  | Zimní olympijské hry 1988 | Calgary      |

## Bilance sezóny 1987/1988
| Soupeř    | Zápasy | Výhry | Remízy | Prohry | Skóre   |
| --------- | ------ | ----- | ------ | ------ | ------- |
| Finsko    | 8      | 5     | 1      | 2      | 27:19   |
| Kanada    | 5      | 1     | 1      | 3      | 15:20   |
| Norsko    | 1      | 1     | 0      | 0      | 10:1    |
| Polsko    | 2      | 2     | 0      | 0      | 10:4    |
| Rakousko  | 2      | 2     | 0      | 0      | 9:3     |
| SRN       | 3      | 1     | 0      | 2      | 7:8     |
| SSSR      | 6      | 0     | 2      | 4      | 11:24   |
| Švédsko   | 7      | 3     | 0      | 4      | 18:20   |
| Švýcarsko | 3      | 3     | 0      | 0      | 16:8    |
| USA       | 2      | 2     | 0      | 0      | 10:6    |
| Celkem    | 39     | 20    | 4      | 15     | 133:113 |

## Reprezentovali v sezóně 1987/1988
| Post    | Jméno              | Zápasy | Branky | Klub                   |
| Brankář | Petr Bříza         | 6      | 13     | Motor České Budějovice |
| Brankář | Dominik Hašek      | 21     | 73     | Tesla Pardubice        |
| Brankář | Jaromír Šindel     | 16     | 27     | Sparta Praha           |
| Obránce | Radomír Brázda     | 2      | 0      | Tesla Pardubice        |
| Obránce | Jaroslav Benák     | 35     | 4      | Dukla Jihlava          |
| Obránce | Mojmír Božík       | 36     | 1      | VSŽ Košice             |
| Obránce | Luděk Čajka        | 15     | 0      | TJ Gottwaldov          |
| Obránce | Leo Gudas          | 11     | 0      | Sparta Praha           |
| Obránce | Miloslav Hořava    | 38     | 5      | Poldi SONP Kladno      |
| Obránce | Drahomír Kadlec    | 12     | 2      | Dukla Jihlava          |
| Obránce | Stanislav Mečiar   | 6      | 0      | Tesla Pardubice        |
| Obránce | Karel Soudek       | 1      | 0      | Motor České Budějovice |
| Obránce | Antonín Stavjaňa   | 34     | 4      | TJ Gottwaldov          |
| Obránce | Rudolf Suchánek    | 21     | 2      | Motor České Budějovice |
| Obránce | Bedřich Ščerban    | 35     | 1      | Dukla Jihlava          |
| Obránce | Eduard Uvíra       | 19     | 2      | Slovan Bratislava      |
| Útočník | Libor Dolana       | 8      | 0      | Dukla Jihlava          |
| Útočník | Jiří Doležal       | 31     | 7      | Sparta Praha           |
| Útočník | Oto Haščák         | 22     | 3      | Dukla Trenčín          |
| Útočník | Jiří Hrdina        | 37     | 10     | Sparta Praha           |
| Útočník | Otakar Janecký     | 2      | 0      | Tesla Pardubice        |
| Útočník | Ján Jaško          | 7      | 0      | Slovan Bratislava      |
| Útočník | Robert Kron        | 2      | 0      | Zetor Brno             |
| Útočník | Jiří Kučera        | 26     | 3      | Škoda Plzeň            |
| Útočník | Jiří Lála          | 22     | 6      | Motor České Budějovice |
| Útočník | Igor Liba          | 36     | 10     | VSŽ Košice             |
| Útočník | Ladislav Lubina    | 27     | 3      | Dukla Jihlava          |
| Útočník | Dušan Pašek        | 30     | 14     | Slovan Bratislava      |
| Útočník | Radim Raděvič      | 19     | 3      | Dukla Trenčín          |
| Útočník | Petr Rosol         | 37     | 7      | ChZ Litvínov           |
| Útočník | Dárius Rusnák      | 5      | 0      | Dukla Jihlava          |
| Útočník | Vladimír Růžička   | 38     | 23     | Dukla Trenčín          |
| Útočník | Jiří Šejba         | 27     | 8      | Tesla Pardubice        |
| Útočník | Rostislav Vlach    | 39     | 2      | TJ Gottwaldov          |
| Útočník | Petr Vlk           | 28     | 7      | Dukla Jihlava          |
| Útočník | David Volek        | 31     | 6      | Sparta Praha           |
| Trenér  | Ján Starší         |        |        |                        |
| Trenér  | František Pospíšil |        |        |                        |

## Přátelské mezistátní zápasy
Československo –  Švédsko 5:2 (2:1, 1:0, 2:1)
11. srpna 1987 – Göteborg

Branky a nahrávky Československa: 0:21 Jiří Doležal, 16:35 Vladimír Růžička (Petr Rosol), 39:02 Petr Rosol (Vladimír Růžička), 45:15 Rostislav Vlach (Jiří Šejba, Igor Liba), 52:04 Jiří Hrdina (Miloslav Hořava).

Branky a nahrávky Švédska: 11:13 Anders Eldebrink (Mats Näslund), 48:14 Lars Karlsson (Tommy Samuelsson, Peter Sundström).

Rozhodčí: Karl-Gustav Kaisla (FIN) – Peter Pomoell (FIN), Lasse Vanhanen (FIN)

Vyloučení: 10:11 (využití 2:2)
ČSSR: Dominik Hašek Mojmír Božík, Jaroslav Benák, Drahomír Kadlec, Miloslav Hořava, Luděk Čajka, Stanislav Mečiar, Antonín Stavjaňa, Bedřich Ščerban - David Volek, Jiří Hrdina, Jiří Doležal - Petr Rosol, Vladimír Růžička, Ladislav Lubina - Jiří Šejba, Rostislav Vlach, Igor Liba - Ján Jaško, Jiří Kučera, Petr Vlk
Švédsko: Peter Lindmark - Anders Eldebrink, Tommy Albelin, Lars Karlsson, Fredrik Olausson, Tommy Samuelsson, Tomas Jonsson, Peter Andersson, Mikael Thelvén - Magnus Roupé, Mats Näslund, Peter Gradin - Thomas Rundqvist, Kent Nilsson, Peter Sundström - Jonas Bergqvist, Anders Carlsson, Peter Eriksson - Thom Eklund, Mikael Andersson, Lars-Gunnar Pettersson.
 Československo –  Švédsko 5:2 (3:1, 2:1, 0:0)
13. srpna 1987 – Stockholm

Branky a nahrávky Československa: 7:48 Jiří Kučera (Jiří Doležal, Ján Jaško), 15:56 Igor Liba (Jiří Šejba), 17:57 Petr Vlk, 34:11 Vladimír Růžička, 37:05 Vladimír Růžička (Jaroslav Benák).

Branky a nahrávky Švédska: 14:45 Kent Nilsson (Lars Karlsson, Thomas Rundqvist), 21:46 Anders Eldebrink (Mats Näslund).

Rozhodčí: Karl-Gustav Kaisla (FIN) – Peter Pomoell (FIN), Lasse Vanhanen (FIN)

Vyloučení: 5:2 (využití 1:0) navíc Lars Karlsson 5 min.
ČSSR: Jaromír Šindel - Mojmír Božík, Jaroslav Benák, Drahomír Kadlec, Miloslav Hořava, Radomír Brázda, Stanislav Mečiar, Antonín Stavjaňa, Bedřich Ščerban - David Volek, Jiří Hrdina, Jiří Doležal - Petr Rosol, Vladimír Růžička, Ladislav Lubina - Jiří Šejba, Rostislav Vlach, Igor Liba - Ján Jaško, Jiří Kučera, Petr Vlk.
Švédsko: Ake Lilljebjörn - Anders Eldebrink, Tommy Albelin, Mats Kihlström, Lars Karlsson, Tommy Samuelsson, Tomas Jonsson, Peter Andersson, Mikael Thelvén - Thom Eklund, Thomas Rundqvist, Mikael Andersson - Jonas Bergqvist, Kent Nilsson, Peter Sundström - Peter Eriksson, Anders Carlsson, Lars-Gunnar Pettersson - Magnus Roupé, Mats Näslund, Peter Gradin.
 Československo –  Finsko 1:1 (0:1, 0:0, 1:0)
15. srpna 1987 – Kouvola

Branky Československa: 50. Ladislav Lubina.

Branky Finska: 5. Jari Kurri.

Rozhodčí: Borje Johansson (SWE)

Vyloučení: 7:8 (využití 0:1)
ČSSR: Dominik Hašek - Mojmír Božík, Jaroslav Benák, Drahomír Kadlec, Miloslav Hořava, Radomír Brázda, Luděk Čajka, Antonín Stavjaňa, Bedřich Ščerban - David Volek, Jiří Hrdina, Jiří Doležal - Petr Rosol, Vladimír Růžička, Ladislav Lubina - Robert Kron, Rostislav Vlach, Igor Liba - Ján Jaško, Jiří Kučera, Petr Vlk.
Finsko: Kari Takko - Reijo Ruotsalainen, Ville Siren, Timo Jutila, Jari Grönstrand, Timo Blomqvist, Hannu Virta, Teppo Numminen, Jukka Virtanen - Jari Kurri, Matti Hagman, Esa Tikkanen - Iiro Järvi, Christian Ruuttu, Petri Skriko - Mikko Mäkelä, Raimo Helminen, Raimo Summanen - Kai Suikkanen, Janne Ojanen, Markku Kyllönen.
 Československo –  Finsko 3:7 (1:2, 1:3, 1:2)
16. srpna 1987 – Helsinki

Branky Československa: 12. Jiří Doležal, 23. Vladimír Růžička, 51. Jiří Šejba.

Branky Finska: 2. Iiro Järvi, 4. Reijo Ruotsalainen, 25. Raimo Helminen, 26. Raimo Sumanen, 29. Esa Tikkanen, 59. Petri Skriko, 60. Kai Suikkanen.

Rozhodčí: Borje Johansson (SWE)

Vyloučení: 8:10 (využití 1:0, voslabení 0:1)
ČSSR: Jaromír Šindel - Mojmír Božík, Jaroslav Benák, Drahomír Kadlec, Miloslav Hořava, Luděk Čajka, Stanislav Mečiar, Antonín Stavjaňa, Bedřich Ščerban - David Volek, Jiří Hrdina, Jiří Doležal - Petr Rosol, Vladimír Růžička, Ladislav Lubina - Jiří Šejba, Rostislav Vlach, Igor Liba - Robert Kron, Jiří Kučera, Petr Vlk.
Finsko: Jarmo Myllys - Reijo Ruotsalainen, Ville Siren, Timo Jutila, Jari Grönstrand, Timo Blomqvist, Hannu Virta, Teppo Numminen, Jukka Virtanen - Jari Kurri, Matti Hagman, Esa Tikkanen - Iiro Järvi, Christian Ruuttu, Petri Skriko - Mikko Mäkelä, Raimo Helminen, Raimo Summanen - Kai Suikkanen, Janne Ojanen, Markku Kyllönen.
 Československo –  Kanada 2:4 (1:3, 1:1, 0:0)
23. srpna 1987 – Hamilton

Branky a nahrávky Československa: 15:59 Vladimír Růžička (Petr Rosol), 35:46 Drahomír Kadlec (Petr Rosol).

Branky a nahrávky Kanady: 8:44 Mark Messier, 10:34  Wayne Gretzky (Mark Messier, Ray Bourque), 17:43 Mark Messier, 36:09 Dale Hawerchuk (Mark Messier, Larry Murphy).

Rozhodčí: Karl-Gustav Kaisla (FIN)

Vyloučení: 7:7
ČSSR: Jaromír Šindel - Mojmír Božík, Jaroslav Benák, Drahomír Kadlec, Miloslav Hořava, Antonín Stavjaňa, Bedřich Ščerban - David Volek, Rostislav Vlach, Jiří Doležal - Petr Rosol, Vladimír Růžička, Ladislav Lubina - Jiří Šejba, Dušan Pašek, Igor Liba - Ján Jaško, Jiří Kučera, Petr Vlk.
 Československo –  Finsko	6:1 (3:0, 2:1, 1:0)
26. srpna 1987 – Westbridge

Branky a nahrávky Československa: 3:40 Igor Liba, 7:52 Drahomír Kadlec (Jiří Kučera, Dominik Hašek), 12:39 Jiří Hrdina, 25:57 Vladimír Růžička (Jiří Hrdina, Ladislav Lubina), 35:22 Jiří Hrdina (Jiří Doležal, David Volek), 45:42 Bedřich Ščerban (Petr Rosol, Jiří Doležal).

Branky a nahrávky Finska: 34:32 Markku Kyllönen (Reijo Ruotsalainen, Jari Kurri).

Rozhodčí: Nikolaj Morozov (URS) – Swede Knox (CAN), Milton (CAN)

Vyloučení: 17:14 (využití 1:0, v oslabení 2:0) navíc Jiří Hrdina, Rostislav Vlach a Jari Grönstrand na 5 min. a do konce utkání
ČSSR: Dominik Hašek - Luděk Čajka, Jaroslav Benák, Drahomír Kadlec, Miloslav Hořava, Antonín Stavjaňa, Bedřich Ščerban - David Volek, Jiří Hrdina, Jiří Doležal - Petr Rosol, Vladimír Růžička, Ladislav Lubina - Rostislav Vlach, Dušan Pašek, Igor Liba - Ján Jaško, Jiří Kučera, Petr Vlk.
  Československo –  SSSR	2:4 (1:0, 0:2, 1:2)
29. října 1987 – Praha

Branky a nahrávky Československa: 19. Rostislav Vlach (Jiří Hrdina), 44. Petr Vlk (Bedřich Ščerban).

Branky a nahrávky SSSR: 29. Anatolij Semjonov (Andrej Lomakin), 32. German Volgin (Alexander Semak), 47. Alexander Semak, 50. Vjačeslav Bykov.

Rozhodčí: Kjell Lind (SWE) – Zdeněk Tatíček (TCH), Ladislav Rouspetr (TCH)

Vyloučení: 3:5 (využití 0:1)
ČSSR: Dominik Hašek - Drahomír Kadlec, Eduard Uvíra, Mojmír Božík, Stanislav Mečiar, Luděk Čajka, Miloslav Hořava, Antonín Stavjaňa, Bedřich Ščerban - David Volek, Jiří Hrdina, Rostislav Vlach - Otakar Janecký, Dušan Pašek, Jiří Šejba - Petr Rosol, Vladimír Růžička, Ladislav Lubina – Libor Dolana, Jiří Kučera, Petr Vlk - Jiří Lála.
SSSR: Vitālijs Samoilovs - Andrej Čistjakov, Anatolij Fedotov, Alexej Kasatonov, Vjačeslav Fetisov, Igor Kravčuk, Ilja Bjakin, Michail Tatarinov, Oleg Mikulčik - Sergej Světlov, Anatolij Semjonov, Andrej Lomakin - Sergej Prjachin, Alexander Černych, Jurij Chmyljov - Andrej Chomutov, Vjačeslav Bykov, Valerij Kamenskij - German Volgin, Alexander Semak, Sergej Jašin - Sergej Charin.
 Československo –  SSSR 3:3 (2:2, 0:1, 1:0)
30. října 1987 – Gottwaldov

Branky a nahrávky Československa: 2. Vladimír Růžička, 6. Vladimír Růžička (Jiří Lála), 60. Vladimír Růžička.

Branky SSSR:  15. Sergej Jašin, 18. Igor Kravčuk (Sergej Jašin), 23. Sergej Charin (Andrej Solomatin).

Rozhodčí: Kjell Lind (SWE) – Zdeněk Tatíček (TCH), Roman Bucala (TCH)

Vyloučení: 5:5 (využití 0:0, v oslabení 0:1)
ČSSR: Dominik Hašek (43. Jaromír Šindel) - Drahomír Kadlec, Eduard Uvíra, Mojmír Božík, Stanislav Mečiar, Luděk Čajka, Miloslav Hořava, Antonín Stavjaňa, Bedřich Ščerban - David Volek, Jiří Hrdina, Rostislav Vlach - Jiří Lála, Dušan Pašek, Jiří Šejba - Petr Rosol, Vladimír Růžička, Radim Raděvič – Ladislav Lubina (40. Libor Dolana), Jiří Kučera, Petr Vlk.
SSSR: Vitālijs Samoilovs - Andrej Čistjakov, Alexej Kasatonov, Vjačeslav Fetisov (23. Igor Malychin), Igor Kravčuk, Ilja Bjakin, Michail Tatarinov, Oleg Mikulčik - Sergej Světlov, Anatolij Semjonov, Andrej Lomakin - Sergej Charin, Igor Boldin, Andrej Solomatin - Andrej Chomutov, Vjačeslav Bykov, Valerij Kamenskij - German Volgin, Alexander Semak, Sergej Jašin.
 Československo –  SSSR 2:2 (1:1, 1:1, 0:0)
1. listopadu 1987 – Ostrava

Branky a nahrávky Československa: 5. Jiří Hrdina (Eduard Uvíra, Rostislav Vlach), 31. Jiří Kučera (Jiří Lála).

Branky a nahrávky SSSR: 18. Alexander Černych (Alexej Kasatonov), 32. Vjačeslav Bykov (Andrej Chomutov, German Volgin).

Rozhodčí: Kjell Lind (SWE) – Josef Furmánek (TCH), Miroslav Lipina (TCH)

Vyloučení: 5:5 (využití 0:0) navíc Vjačeslav Fetisov 10 min.
ČSSR: Jaromír Šindel - Drahomír Kadlec, Eduard Uvíra, Mojmír Božík, Stanislav Mečiar, Luděk Čajka, Miloslav Hořava, Antonín Stavjaňa, Bedřich Ščerban - David Volek, Jiří Hrdina, Rostislav Vlach - Otakar Janecký, Dušan Pašek, Jiří Šejba - Petr Rosol, Vladimír Růžička, Radim Raděvič – Jiří Lála, Jiří Kučera, Petr Vlk - Ladislav Lubina, Libor Dolana.
SSSR: Vitālijs Samoilovs - Andrej Čistjakov, Anatolij Fedotov, Alexej Kasatonov, Vjačeslav Fetisov, Igor Kravčuk, Ilja Bjakin, Michail Tatarinov, Oleg Mikulčik, Igor Malychin - Sergej Světlov, Anatolij Semjonov, Andrej Lomakin - Jurij Chmyljov, Alexander Černych, Sergej Prjachin - Andrej Chomutov, Vjačeslav Bykov, Valerij Kamenskij - German Volgin, Alexander Semak, Sergej Jašin - Sergej Charin, Igor Boldin.
 Československo –  Švýcarsko 4:3 (1:0, 2:1, 1:2)
1. ledna 1988 – Lausanne

Branky Československa: 12. Jiří Doležal, 22. Radim Raděvič, 29. Radim Raděvič, 43. Petr Rosol.

Branky Švýcarska: 28. Patrice Brasey, 52. Alfred Lüthi, 60. Peter Jaks

Rozhodčí: Anatolij Jegorov (URS) – Bernhard Stadler (SUI), Michel Clemençon (SUI)

Vyloučení: 9:6 (využití 1:2, v oslabení 1:0)
ČSSR: Petr Bříza - Eduard Uvíra, Jaroslav Benák, Rudolf Suchánek, Miloslav Hořava, Antonín Stavjaňa, Leo Gudas - Rostislav Vlach, Jiří Hrdina, Jiří Doležal - Petr Rosol, Vladimír Růžička, Radim Raděvič - Oto Haščák, Dušan Pašek, Igor Liba - Ladislav Lubina, Jiří Kučera, Libor Dolana
Švýcarsko: Renato Tosio - Fausto Mazzoleni, Patrice Brasey, Andreas Ritsch, Martin Bruderer, Jakob Kölliker, André Künzi, Urs Burkart, Andreas Zehnder - Philipp Neuenschwander, Gil Montandon, Jörg Eberle - Peter Jaks, Alfred Lüthi, Thomas Vrabec - Peter Schlagenhauf, Gaetan Boucher, Markus Leuenberger - Manuele Celio, Roman Wäger, Felix Hollenstein.
 Československo –  Švýcarsko 7:1 (2:0, 3:0, 2:1)
2. ledna 1988 – Zug

Branky Československa: 11. Petr Rosol, 19. Vladimír Růžička, 21. a 22. Eduard Uvíra, 22. a 44. Dušan Pašek, 57. Vladimír Růžička.

Branky Švýcarska: 50. Peter Jaks.

Rozhodčí: Anatolij Jegorov (URS) – Zimmermann (SUI), Ramseier (SUI)

Vyloučení: 11:8 (využití 1:1, v oslabení 1:0)
ČSSR: Jaromír Šindel - Eduard Uvíra, Jaroslav Benák, Rudolf Suchánek, Miloslav Hořava, Antonín Stavjaňa, Leo Gudas - Ladislav Lubina, Jiří Hrdina, Jiří Doležal - Petr Rosol, Vladimír Růžička, Radim Raděvič - Oto Haščák, Dušan Pašek, Liba - Rostislav Vlach, Jiří Kučera, Libor Dolana.
Švýcarsko: Reto Pavoni (22. Renato Tosio) - Patrice Brasey, Andreas Ritsch, Urs Burkart, Andreas Zehnder, Martin Bruderer, Jakob Kölliker, André Künzi, Fausto Mazzoleni - Philipp Neuenschwander, Gil Montandon, Jörg Eberle - Peter Jaks, Alfred Lüthi, Thomas Vrabec - Peter Schlagenhauf, Gaetan Boucher, Markus Leuenberger - Manuele Celio, Roman Wäger, Felix Hollenstein.
 Československo –  Finsko	4:2 (0:0, 2:2, 2:0)
27. ledna 1988 – Litvínov

Branky a nahrávky Československa: 39. Vladimír Růžička (Petr Rosol), 40. Dušan Pašek (Igor Liba), 47. Oto Haščák (Jiří Lála), 49. Petr Rosol (Vladimír Růžička, Ladislav Lubina).

Branky a nahrávky Finska: 22. Kai Suikkanen, 23. Iiro Järvi (Jari Torki, Jyrki Lumme).

Rozhodčí: Willi Vögtlin (SUI) – Zdeněk Tatíček (TCH), Ladislav Rouspetr (TCH)

Vyloučení: 5:6 (využití 0:0)
ČSSR: Dominik Hašek - Rudolf Suchánek, Miloslav Hořava, Antonín Stavjaňa, Bedřich Ščerban, Eduard Uvíra, Leo Gudas - Petr Rosol, Vladimír Růžička, Radim Raděvič - Jiří Šejba, Dušan Pašek, Igor Liba - Jiří Lála, Oto Haščák, Petr Vlk - Rostislav Vlach, Jiří Kučera, Ladislav Lubina
Finsko: Jukka Tammi - Raimo Hirvonen, Simo Saarinen, Jyrki Lumme, Jarmo Kuusisto, Teppo Numminen, Jukka Virtanen, Kai Rautio, Mikko Haapakoski - Erkki Lehtonen, Reijo Mikkolainen, Timo Susi - Pekka Tuomisto, Esa Keskinen, Kai Suikkanen – Raimo Helminen, Iiro Järvi, Jari Torkki - Markku Kyllönen, Janne Ojanen.
 Československo –  Finsko	1:3 (0:1, 1:1, 0:1)
28. ledna 1988 – Praha

Branky a nahrávky Československa: 39. Jiří Doležal (Jiří Hrdina).

Branky a nahrávky Finska: 16. Iiro Järvi (Jari Torkki), 36. Iiro Järvi (Janne Ojanen), 43. Timo Susi (Erkki Lehtonen, Jukka Virtanen).

Rozhodčí: Willi Vögtlin (SUI) – Zdeněk Tatíček (TCH), Ladislav Rouspetr (TCH)

Vyloučení: 7:10 (využití 1:1) navíc David Volek a Jukka Virtanen 5 min.
ČSSR: Dominik Hašek - Antonín Stavjaňa, Bedřich Ščerban, Mojmír Božík, Jaroslav Benák, Eduard Uvíra, Leo Gudas - David Volek, Jiří Hrdina, Jiří Doležal - Jiří Šejba, Dušan Pašek, Igor Liba - Jiří Lála, Jiří Kučera, Petr Vlk - Oto Haščák, Rostislav Vlach, Ladislav Lubina.
Finsko: Sakari Lindfors - Teppo Numminen, Jukka Virtanen, Jyrki Lumme, Mikko Haapakoski, Simo Saarinen, Raimo Hirvonen, Jarmo Kuusisto, Kai Rautio - Erkki Lehtonen, Reijo Mikkolainen, Timo Susi - Pekka Tuomisto, Esa Keskinen, Kai Suikkanen – Raimo Helminen, Iiro Järvi, Jari Torkki - Markku Kyllönen, Janne Ojanen.
 Československo –  Švédsko	5:2 (0:0, 4:1, 1:1)
2. února 1988 – Plzeň

Branky a nahrávky Československa: 29. Jiří Kučera, 31. Vladimír Růžička (Petr Rosol, Radim Raděvič), 36. Dušan Pašek (Igor Liba), 38. Miloslav Hořava (Igor Liba), 43. Jiří Hrdina (Miloslav Hořava).

Branky a nahrávky Švédska: 36. Håkan Södergren (Jonas Bergqvist), 48. Håkan Södergren (Lars Karlsson).

Rozhodčí: Nikolaj Morozov (URS) – Josef Furmánek (TCH), Miloš Grúň (TCH)

Vyloučení: 11:10 (využití 1:0)
ČSSR: Jaromír Šindel - Antonín Stavjaňa, Bedřich Ščerban, Mojmír Božík, Jaroslav Benák, Rudolf Suchánek, Miloslav Hořava - Jiří Šejba (26. Oto Haščák), Dušan Pašek, Igor Liba - Petr Rosol, Vladimír Růžička, Radim Raděvič - David Volek, Jiří Hrdina, Rostislav Vlach - Jiří Lála, Jiří Kučera, Petr Vlk.
Švédsko: Anders Bergman - Thomas Eriksson, Mats Kihlström, Tommy Samuelsson, Anders Eldebrink, Lars Karlsson, Peter Andersson, Lars Ivarsson - Charles Berglund, Mikael Johansson, Jens Öhling - Jonas Bergqvist, Thomas Rundqvist, Håkan Södergren - Peter Eriksson, Mikael Andersson, Lars-Gunnar Pettersson - Mikael Hjälm, Lars Molin, Tomas Sandström.
 Československo –  Švédsko	0:2 (0:0, 0:1, 0:1)
3. února 1988 – Příbram

Branky a nahrávky Švédska: 31. Anders Eldebrink, 60. Lars-Gunnar Pettersson (Mikael Andersson).

Rozhodčí: Nikolaj Morozov (URS) – Josef Furmánek (TCH), Miloš Grúň (TCH)

Vyloučení: 3:5 (využití 0:0)
ČSSR: Dominik Hašek - Antonín Stavjaňa, Bedřich Ščerban, Mojmír Božík, Jaroslav Benák, Rudolf Suchánek, Miloslav Hořava, Karel Soudek, Eduard Uvíra - Jiří Kučera, Dušan Pašek, Igor Liba - Petr Rosol, Vladimír Růžička, Ladislav Lubina (41. Radim Raděvič) - David Volek, Jiří Hrdina, Rostislav Vlach - Jiří Lála, Oto Haščák, Petr Vlk.
Švédsko: Peter Lindmark - Thomas Eriksson, Mats Kihlström, Tommy Samuelsson (41. Lars Ivarsson), Anders Eldebrink, Lars Karlsson (21.- 40. Lars Ivarsson), Peter Andersson, Lars Ivarsson – Charles Berglund, Mikael Johansson, Jens Öhling - Jonas Bergqvist, Thomas Rundqvist, Håkan Södergren - Thom Eklund, Mikael Andersson, Lars-Gunnar Pettersson - Mikael Hjälm, Lars Molin, Tomas Sandström.
 Československo –  Švýcarsko	5:4 (2:0, 3:2, 0:2)
6. února 1988 – Anchorage

Branky Československa: Jiří Šejba, Igor Liba, Dušan Pašek, Jiří Lála, David Volek.

Branky Švýcarska: 2× Alfred Lüthi 2, Gaetan Boucher, Peter Jaks

Rozhodčí: Andy McElman (USA) – Ross (USA), Karabelnikoff (USA)

Vyloučení: 10:8 (využití 0:3)
ČSSR: Dominik Hašek - Mojmír Božík, Jaroslav Benák, Rudolf Suchánek, Miloslav Hořava, Antonín Stavjaňa, Bedřich Ščerban, od 41. navíc Eduard Uvíra – David Volek, Jiří Hrdina, Jiří Doležal - Petr Rosol, Vladimír Růžička, Radim Raděvič - Jiří Šejba, Dušan Pašek, Igor Liba - Jiří Lála, Oto Haščák (41. Rostislav Vlach), Petr Vlk
Švýcarsko: Olivier Anken - Andreas Ritsch, Bruno Rogger, Fausto Mazzoleni, Patrice Brasey, Jakob Kölliker, André Künzi, Andreas Zehnder - Peter Jaks, Alfred Lüthi, Thomas Vrabec - Manuele Celio, Roman Wäger, Felix Hollenstein - Philipp Neuenschwander, Gil Montandon, Jörg Eberle - Peter Schlagenhauf, Gaetan Boucher, Markus Leuenberger
 Československo –  Polsko	7:2 (3:1, 1:0, 3:1)
7. února 1988 – Anchorage

Branky Československa: 2× Jiří Šejba, 2× Jiří Doležal, Petr Vlk, Miloslav Hořava, Vladimír Růžička.

Branky Polska: 2× Roman Steblecki.

Rozhodčí: Brett (USA) – Reirsson (USA), Karabelnikoff (USA)

Vyloučení: 11:13 (využití 1:0) navíc Jiří Hrdina 5 min, Petr Rosol a Marek Cholewa na 10 min.
ČSSR: Jaromír Šindel - Mojmír Božík, Jaroslav Benák, Rudolf Suchánek, Miloslav Hořava, Antonín Stavjaňa, Bedřich Ščerban - David Volek, Jiří Hrdina, Jiří Doležal - Petr Rosol, Vladimír Růžička, Radim Raděvič - Jiří Šejba, Dušan Pašek, Igor Liba - Jiří Lála, Oto Haščák, Petr Vlk - Rostislav Vlach.
Polsko: Andrzej Hanisz - Robert Szopinski, Andrzej Kadziolka, Andrzej Swiatek, Marek Cholewa, Jerzy Potz, Henryk Gruth, Zbigniew Bryjak, Zbigniew Zamojski - Roman Steblecki, Jaroslaw Morawiecki, Krzysztof Podsiadlo - Janusz Adamiec, Leszek Jachna, Jerzy Christ - Jan Stopczyk, Piotr Kwasigroch, Krzysztof Bujar - Krystian Sikorski, Miroslaw Copija, Ireneusz Pacula.
 Československo –  Rakousko 5:3 (1:0, 1:1, 3:2)
8. února 1988 – Anchorage

Branky Československa: 7. Jiří Hrdina, 25. Miloslav Hořava, 43. Petr Vlk, 51. David Volek, 55. Jaroslav Benák.

Branky Rakouska: 25. Edward Lebler, 47. Gerhard Puschnik, 53. Werner Kerth.

Rozhodčí: Andy McElman (USA) – Sullivan (USA), Cooper (USA)

Vyloučení: 6:4 (využití 0:2) navíc Jiří Šejba na 5 min.
ČSSR: Dominik Hašek - Mojmír Božík, Jaroslav Benák, Rudolf Suchánek, Miloslav Hořava, Antonín Stavjaňa, Bedřich Ščerban, Eduard Uvíra - David Volek, Jiří Hrdina, Jiří Doležal - Petr Rosol, Vladimír Růžička, Radim Raděvič - Jiří Šejba, Dušan Pašek, Igor Liba - Jiří Lála, Oto Haščák, Petr Vlk – Rostislav Vlach.
Rakousko: Brian Stankiewicz - Robin Sadler, Hans Sulzer, Michael Shea, Bernard Hutz, Konrad Dorn, Martin Platzer, Gert Kompajn, Karl Heinzle - Thomas Cijan, Werner Kerth, Edward Lebler - Günter Koren, Kurt Harand, Peter Znenahlik - Gerhard Puschnik, Kelvin Greenbank, Silvester Szybisty - Peter Raffl, Manfred Mühr, Rudolf König - Herbert Pöck.